# Casa degli anziani (Pieve di Cento)
La Casa degli anziani è un edificio storico situato a Pieve di Cento. Datato 1272, è tra gli edifici più antichi della cittadina. 

## Storia
La casa degli anziani è uno degli edifici più antichi di Pieve di Cento (1272). Peculiarità della costruzione sono le colonne in legno, ancora oggi presenti. Originariamente, questa casa ha svolto le funzioni di locanda, ricovero di pellegrini e posta di cavalli. La casa si trova su Piazzetta del Pozzo delle Catene (così chiamata in quanto nei secoli passati dal pozzo si poteva attingere acqua soltanto con secchi collegati a catene, e non corde, per motivi igienici) in cui è presente una colonna di marmo sormontata da un capitello corinzio. L'originale venne realizzato tra il I secolo a.C. e il I secolo d.C. ed è esposto al Museo delle Storie di Pieve.
L'edificio è stato restaurato dopo il terremoto del 2012.